# Francesco Quinn
Francesco Daniele Quinn (Roma, 22 de marzo de 1963-Malibú, 5 de agosto de 2011) fue un actor estadounidense. Debutó en el cine interpretando a Rhah en Platoon (1986) de Oliver Stone. Falleció de un ataque al corazón, mientras corría cerca de su casa de Malibú (California). Era el sexto hijo de Anthony Quinn.

## Primeros años
Francesco Quinn nació en Roma (Italia), hijo del actor mexicano Anthony Quinn e Iolanda Addolori, una diseñadora de vestuario con quien Anthony permanecería casado durante 31 años. Quinn era de ascendencia mexicana, irlandesa e italiana.

## Carrera en el cine
Actuó junto a su padre en varias películas, entre ellas A Star For Two, con Lauren Bacall. Los dos Quinn también tuvieron la oportunidad de compartir el papel de Santiago en la adaptación al cine de El viejo y el mar, donde el hijo y el padre interpretan al personaje como joven y como adulto.

## Filmografía

### Películas
- 1986: Platoon, como Rhah Vermucci
- 1988: Love dream, como Manny
- 1989: Stradivari, como Alessandro
- 1989: La favorita del sultán, como Mahmud (adulto)
- 1989: Indio, como Daniel Morell
- 1989: Casablanca Express, como el capitán Franchetti
- 1990: El viejo y el mar, como el protagonista joven
- 1991: Una estrella para dos, como el joven Gabriel Todd
- 1991: Murder Blues, como John Reed
- 1992: Judgment, como Jimmy Sollera
- 1993: Rivales Letales, como Bunny Wedman
- 1995: The Dark Dancer, como Ramone
- 1995: Top Dog, como Mark Curtains
- 1995: Red Shoe Diaries 5: Weekend Pass, como Tommy
- 1996: Cannes Man, como Frank Rhino Rhinoslavsky
- 1997: Deadly Ransom, como Luis Mendes
- 1997: Rough Riders, como Rafael Castillo
- 1998: Nowhere Land, como Walfredo
- 1998: Placebo Effect, como Zac
- 2000: The Translator, como Jean-Paul Esselen
- 2001: Almost a Woman, como Don Carlos
- 2003: Vlad, como Vlad Tepes
- 2006: Man vs. Monday, como Juan Carlos
- 2006: Cut Off, como el agente Jones
- 2006: Park, como un trabajador del parque
- 2007: The Tonto Woman, como Rubén Vega
- 2007: The Gnostic, como Warrior
- 2007: Muertas, como Carlos
- 2007: Afghan Knights, como Amad
- 2008: Danny Fricke, como Pablo Vicente
- 2008: A Gunfighter's Pledge, como el sheriff
- 2008: Broken Promise, como Santos
- 2008: Hell Ride, como Machete
- 2009: Four Single Fathers, como Dom
- 2010: Conflict of Interest, como Ron García
- 2010: Rollers, como Quinn
- 2011: Transformers: el lado oscuro de la luna, como la voz de Dino.
- 2011: Buttermilk Sky, como Rafael

### Televisión
- 1985: Quo Vadis? (miniserie), interpretando a Marcus Vinicius
- 1987: Miami Vice, interpretando a Francesco Cruz en el episodio "God's Work"
- 1992: Red Shoe Diaries, en el episodio "Double or Nothing"
- 1992: Las aventuras del joven Indiana Jones, interpretando a Francois en el episodio "Young Indiana Jones and the Curse of the Jackal"
- 1992: In the Heat of the Night, interpretando a Ramón Salazar en el episodio "Sanctuary"
- 1997: Soldado de Fortuna, S.A., interpretando a Ramón Boharo en el episodio "La Mano Negra"
- 1997: JAG, interpretando a Kabir Atef en 6 episodios entre 1997 a 2002
- 1998: Vengeance Unlimited, interpretando al coronel Oscar Ponce en el episodio "Security"
- 2000: G vs E, interpretando al agente Shaw en el episodio "Ambulance Chaser"
- 2000: The Young and the Restless, interpretando a Tomás del Cerro en 31 episodios entre 2000 y 2001
- 2002: Alias, interpretando a Minos Sakkoulas en el episodio "The Confession"
- 2002: Crossing Jordan, interpretando a The Lead Cuban en el episodio "For Harry, with Love & Squalor"
- 2003: 24, interpretando a Syed Ali en 5 episodios
- 2003: The Handler, interpretando al detective López en el episodio "Hardcore"
- 2004: NCIS, interpretando al sargento Gunnery Freddie Álvarez en el episodio "One Shot, One Kill"
- 2004: ER, interpretando al Dr. Alfonso Ramírez en el episodio "Time of Death"
- 2004: CSI: Miami, interpretando a Fidel en el episodio "Murder in a Flash"
- 2005: Into the West (miniserie), interpretando al capitán Salamanca
- 2005: Criminal Minds, interpretando a Michael Russo en el episodio "Natural Born Killer"
- 2006: NCIS, interpretando a Luis Romero en el episodio "Once a Hero"
- 2007: Tinseltown, interpretando a Arturo
- 2008: The Shield, interpretando a Beltrán en 2 episodios
- 2011: The Glades, interpretando a Eduardo García en 2 episodios

## Vida personal
Su primera esposa fue Julie McCann ―sobrina del campeón de snooker Alex Higgins― y fruto de su unión tuvieron mellizos: Michela y Max.
Tras su divorcio, se casó en segundas nupcias con Valentina Castellani, con quien tuvo una hija, Sofía.

## Muerte
El 5 de agosto de 2011, Quinn se encontraba corriendo junto con su hijo Max, en su residencia de Malibú, cuando sufrió un ataque fulminante al corazón. La noticia se conoció dos días después, cuando el periódico Los Angeles Times informó del deceso.